# Surya

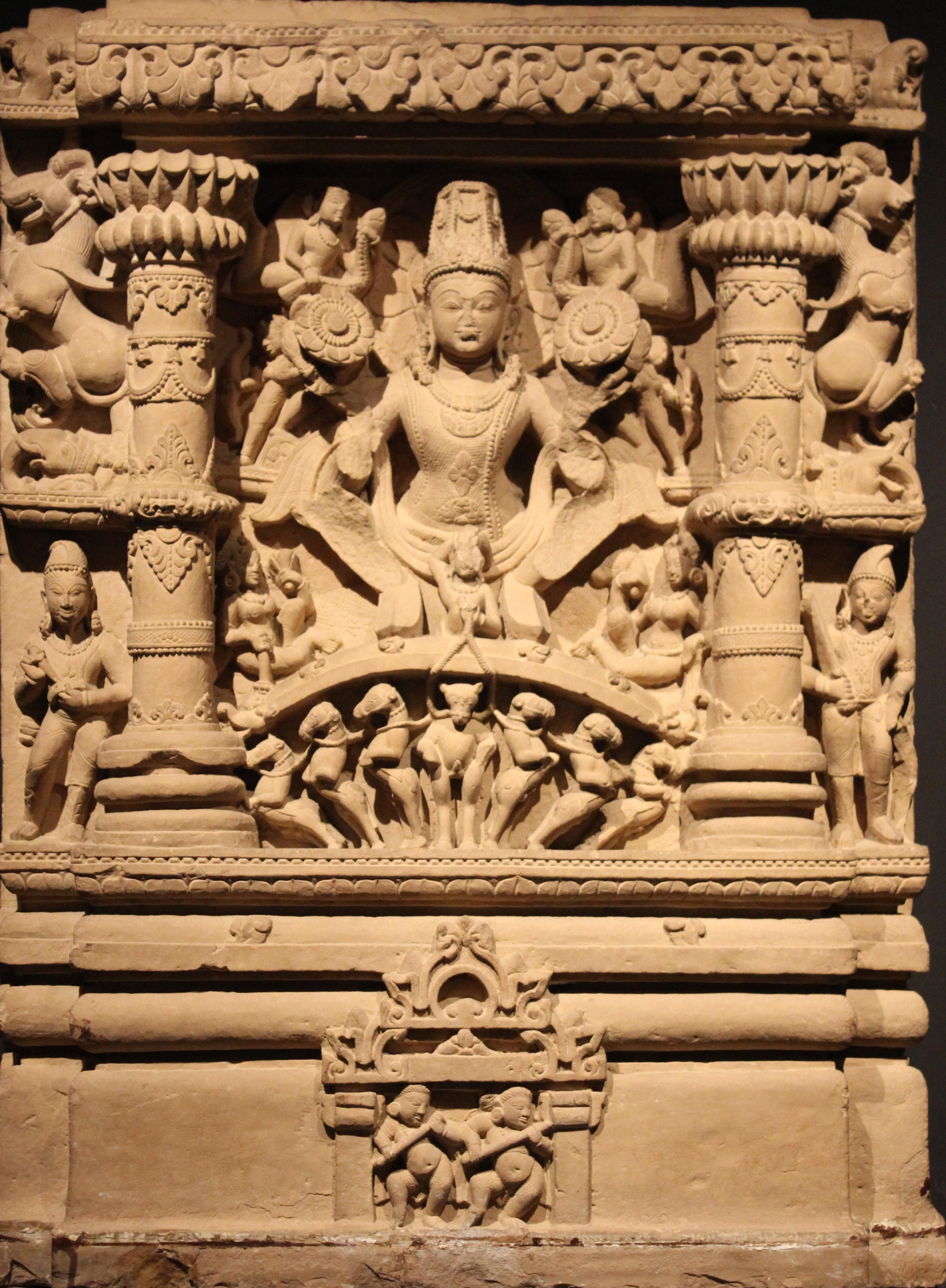
Surya auf dem von Pferden gezogenen Sonnenwagen

Surya (Sanskrit सूर्य sūrya ‚Sonne‘), auch Ravi oder Aditya, ist in den ältesten Schriften des Hinduismus, den Veden, die Personifizierung der Sonne, der Wärme und des Lichtes bzw. der Sonnengott, den viele Gläubige noch heute in verschiedenen Formen verehren. Gelegentlich taucht Surya in den Veden in weiblicher Form als Tochter der Sonne auf. Surya verkörpert die Mittags- und Abendsonne.

## Mythologie
Der Rig Veda beschreibt Surya als „Auge des Himmels“ und als „Auge des Mitra, des Varuna und des Agni“. Nach dem Purusha sukta ist die Sonne aus dem Auge des kosmischen Riesen Purusha entstanden. Eine Parallele in der ägyptischen Religion stellt das Auge des Re dar, das ebenfalls als Sonnensymbol gilt; eine Parallele im Zoroastrismus stellt die dortige Beschreibung der Sonne als „Auge des Ahura Mazda“ dar.
Surya gilt auch als eine der Manifestationen von Agni, der Feuergestalt des Göttlichen. Ist Agni auf der Erde das Feuer selbst, ist er am Himmel Surya, die Sonne. Suryas Symbol ist die Swastika, welches in der alten Welt ein Symbol des Sonnenrades ist. Surya trägt goldene Rüstung und hat goldenes Haar sowie goldene Arme. Manchmal wird er auch mit dunkelroter Körperfarbe abgebildet. In seinen Händen trägt er den Lotus, Keule, Muschel und Rad. Der Gott wird insbesondere eng mit Gesundheit, hoher Lebenserwartung, Erfolg, Vernichtung der Gegner und innerer Erleuchtung verbunden.
Surya ist der Bruder von Indra und Agni. Ushas gilt teilweise als seine Schwester, manchmal aber auch als seine Gefährtin und Geliebte. Er selbst ist entweder der Sohn von Dyaus (Himmel) und Prithivi (Erde) oder der Göttin Aditi. Surya zählt daher auch zu den Adityas, einer Gruppe von zwölf vedischen Gottheiten, die alle verschiedene Sonnenaspekte sind. Zu seinen Kindern zählen, manchen Überlieferungen zufolge, seine Söhne Yama und Manu sowie seine Tochter Yamuna. Seine Mutter Aditi stößt ihn einst als einzigen Sohn von sich, da sie seine sengende Hitze nicht ertragen kann. Ebenso ergeht es seiner Frau Saranyu, die ihm davonläuft, sich vor ihm versteckt und sich in eine Stute verwandelt. Sie bittet ihre Magd den Platz an Suryas Seite einzunehmen. Doch Surya findet sie in einem Wald, verwandelt sich in einen Hengst und zeugt mit ihr den Krieger Revanta, den Planetengott Shani und die beiden Ashvins, goldene Zwillinge und Vorboten der Morgenröte. Saranyus Vater hobelt später einen Teil Suryas ab, sodass Saranyu gefahrlos bei ihm bleiben kann. Die herunterfallenden Teile Suryas fallen auf die Erde und werden zu den Waffen der Götter.
Im späteren Hinduismus verschmilzt Surya mit verschiedenen älteren Gottheiten, so Mitra, Pushan, Savitri oder Vivasvat, die dann als Aspekte des Sonnengottes gelten.

## Darstellung

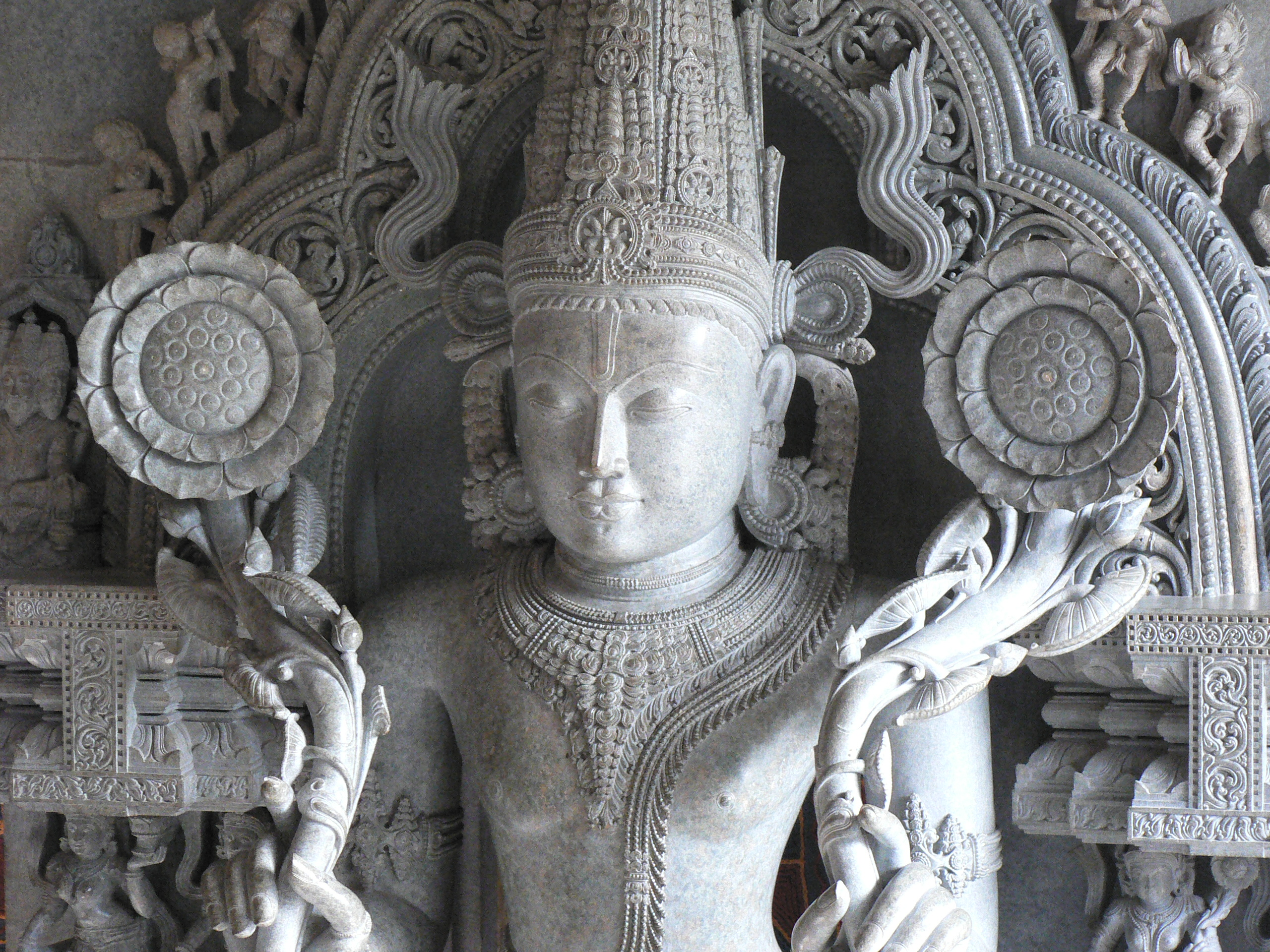
Moderne Surya-Statue

Ähnlich wie Helios in der griechischen Mythologie lenkt Surya einen vom göttlichen Vishvakarman aus den Strahlen der Sonne gefertigten Sonnenwagen (vgl. Himmelsfahrzeug vimana und Götterwagen ratha), der von sieben Pferden gezogen wird, die für die sieben Tage der Woche stehen. Auf diesem thront außer ihm die Göttin Chhaya, (Schatten), Suryas Frau. Die Veden beschreiben ihn als „Juwel am Himmel“. Er spendet Licht und Wärme und ist Ursache für den Tag und die Nacht. Suryas göttlicher Wagenlenker ist sein Freund Aruna, der Gott des Morgenrot. Meist wird Surya jedoch als Einzelfigur stehend dargestellt; in seinen Armen trägt er häufig zwei Lotosblumen, die sich neben seinem Haupt zur Blüte entfalten.

## Verehrung
Wenn Hindus Surya verehren, meinen sie nicht das ‚Objekt Sonne‘, sondern das ‚Prinzip Sonne‘, das Licht, das täglich wiederkehrt und auch die geistige Dunkelheit vertreiben soll. Manche beten besonders bei Sonnenaufgang das Gayatri-Mantra, welches den Wunsch nach geistigem Licht und Erleuchtung ausdrückt. Dieses ist an den vedischen Gott Savitri („der Antreiber“) gerichtet, dem Aspekt der Sonne vor ihrem Aufgang. Andere Gläubige pflegen die Sitte, sich morgens mit gefalteten Händen vor der Sonne grüßend zu verbeugen. Eine körperliche Form der Sonnenverehrung ist der sogenannte ‚Gruß an die Sonne‘, die Übung Surya Namaskar aus dem Hatha-Yoga-System.
Zu den bedeutendsten Surya-Tempeln Indiens gehören der im 13. Jahrhundert erbaute Komplex in Konark (Odisha), der zum UNESCO-Weltkulturerbe gehört, sowie die Sonnentempel von Martand (Jammu und Kashmir) aus dem 8. und von Modhera (Gujarat) aus dem 11. Jahrhundert.

## Einzelbelege
1. 1 2  Swami Harshananda: Hindu Gods and Goddeses, Sri Ramakrishna Math, Madras, ISBN 81-7120-110-5
2. ↑  Rigveda 1,115 desa; 7,61,1 desa; 10,37,1 desa; Quellenangaben nach Mircea Eliade: Die Religionen und das Heilige, Salzburg 1954, S. 171
3. ↑  RV 1,115,1 desa; 6,51,1 desa; 7,63,1 desa; WYV 4,35; WYV 7,42; WYV 13,46; AV 13,2,35
4. ↑  Rigveda 10,90 desa; Quellenangabe nach Mircea Eliade: Die Religionen und das Heilige, Salzburg 1954, S. 171
5. ↑  Anneliese und Peter Keilhauer: Die Bildsprache des Hinduismus. Die indischen Götter und ihre Symbolik. DuMont, Köln 1983, S. 228ff, ISBN 3-7701-1347-0
6. ↑  Rachel Storm, Enzyklopädie der östlichen Mythologie, Reichelsheim 2000, ISBN 3-89736-305-4, Seite 161
7. ↑  Gerhard J. Bellinger: Knaurs Lexikon der Mythologie, München 1999, ISBN 3-8289-4154-0, Seite 469/470: Surya
8. ↑  Gerhard J. Bellinger: Knaurs Lexikon der Mythologie, München 1999, ISBN 3-8289-4154-0, Seite 438